# بريان مبويمو
بريان مبويمو (بالفرنسية: Bryan Mbeumo) هو لاعب كرة قدم كاميروني يلعب حالياً مع نادي مانشستر يونايتد في الدوري الإنجليزي الممتاز في مركز الجناح ويلعب أيضاً مع المنتخب الكاميروني.

## روابط خارجية
- بريان مبويمو على موقع رابطة كرة القدم الفرنسية للمحترفين (الإنجليزية)
- بريان مبويمو على موقع قاعدة بيانات كرة القدم.إي يو (الإنجليزية)
- بريان مبويمو على موقع ليكيب (الفرنسية)
- بريان مبويمو على موقع ناشيونال فوتبول تيمز (الإنجليزية)
- بريان مبويمو على موقع Soccerbase.com (لاعب) (الإنجليزية)
- بريان مبويمو على موقع Soccerway.com (الإنجليزية)
- بريان مبويمو على موقع عالم كرة القدم.نت (الإنجليزية)
- بريان مبويمو على موقع AS.com (الإسبانية)